# Mark Gertler

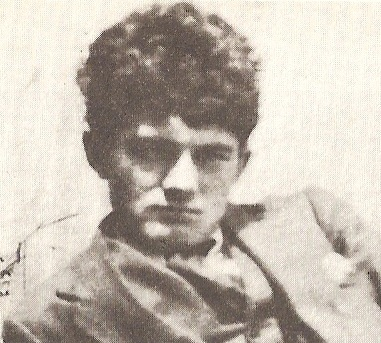
Mark Gertler

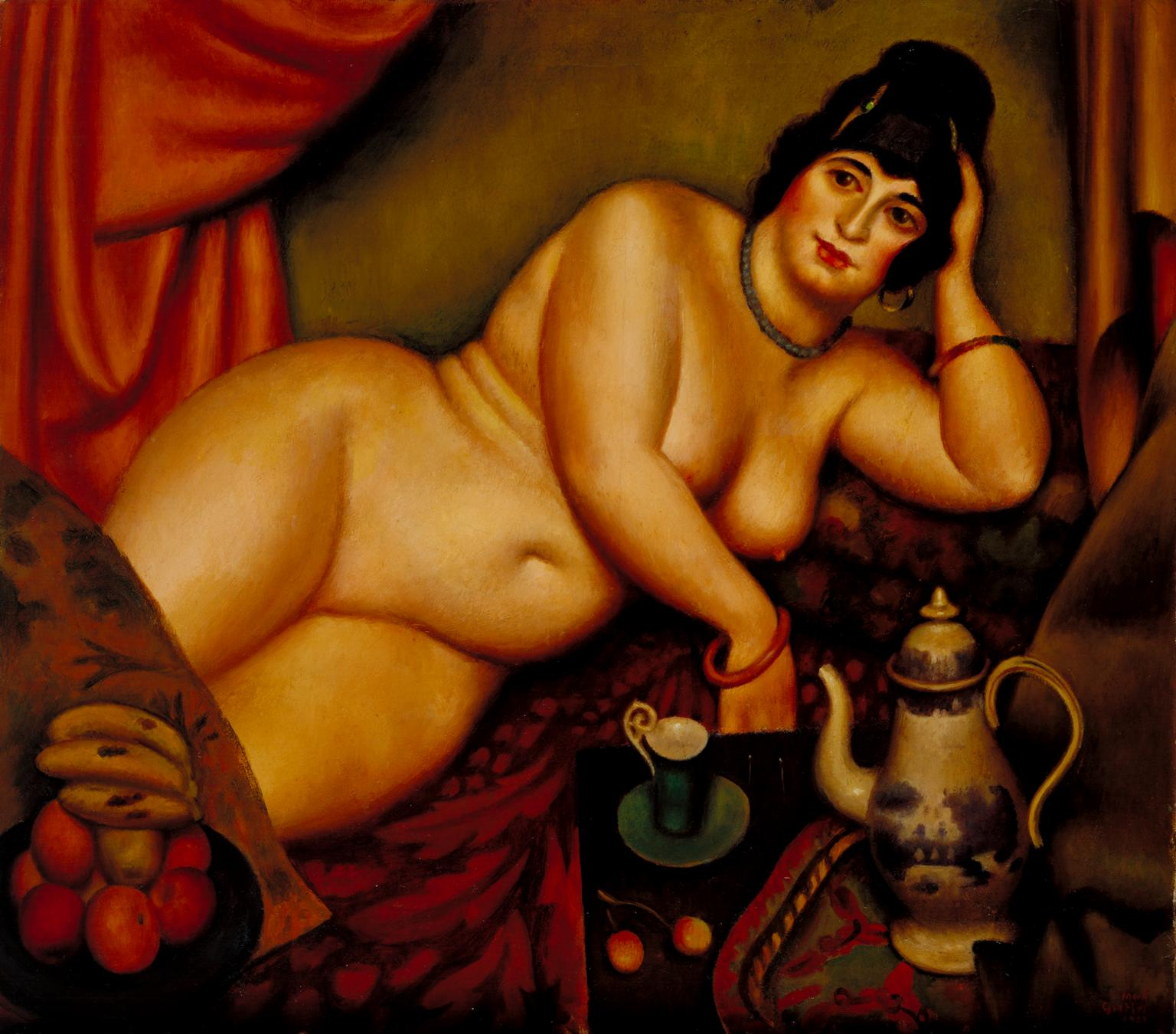
Queen of Sheba, 1922

Mark Gertler (Spitalfields, 9 december 1891 - Londen, 23 juni 1939) was een Brits schilder en kunstcriticus.
Gertler was een zoon uit een joods-Oostenrijks emigrantengezin. Dankzij een beurs kon hij van 1908 tot 1912 studeren aan de Slade School of Fine Art. Daar leerde hij Carrington kennen met wie hij zich zeer verwant voelde. In lady Ottoline Morrell vond hij zijn maecenas. Zij stelde Gertler voor aan Walter Sickert en al spoedig sloot Gertler zich aan bij diens Camden Town groep. Gertler vestigde al spoedig een naam als begaafd portretschilder. Hij werd lid van de New English Art Club, en schilderde veel portretten van de Londense bovenklasse.
In het begin van de jaren twintig werd bij Gertler tuberculose vastgesteld. Gertler verbleef enige tijd in een sanatorium. Zijn ziekte werd evenwel van blijvende invloed op zijn werk. In de jaren daarop overleden zijn twee dierbaarste vrienden, Katherine Mansfield en D.H. Lawrence aan dezelfde ziekte. In 1930 trouwde Gertler met Marjorie Hodgkinson, uit welk huwelijk in 1932 een zoon, Luke, geboren werd. Met zijn populariteit als schilder was het toen inmiddels gedaan. Zijn laatste tentoonstelling werd op honenende kritieken onthaald. In 1939 pleegde Gertler zelfmoord, in zijn atelier.